# Машан Ђуровић
Машан Ђуровић (Медвеђa, 7. јул 1912 —  Златар, 21. мај 1943) био је капетан Југословенске војске и четнички војвода.

## Биографија
Машан Ђуровић је рођен 7. јула 1912. године у селу Гајтану, недалеко од Медвеђе. У међуратном периоду насеље је припадало Слишанској општини Јабланичког среза, а од 1929. године налазило се у Вардарској бановини.
Пре рата био је капетан II кл. у резерви са службом у Рашки.
За време Априлског рата избегао је у ибарски крај и окупио већу групу сељака. Придружио се војводи Кости Пећанцу и био једно време у његовом штабу. По његовим инструкцијама стварао четничке одреде у Ибарском крају, да би затим добио титулу „Војвода Сухопланински“ и био постављен за команданта Сухопланинског четничког одреда. У јулу 1941. ставља се под команду пуковника Драже Михаиловића, али се не одриче Косте Пећанца.
По завршетку немачке офанзиве у западној Србији крајем 1941. одриче се пуковника Михаиловића и поново се ставља у службу Пећанца. Тада постаје командант Ибарског четничког одреда и постаје један од „дивљих“ војвода у Србији.
Илегални Сувопланински четнички одред под командом Машана Ђуровића са 520 војника је био легализован и преименован у Ибарски четнички одред кодног назива C-54 и био је састављен од неколико батаљона чије је седиште било прво у Рашкој, а затим у Јошаничкој Бањи. Број војника који су припадали овом одреду је нарастао на више од 1.200 војника и официра до почетка 1942.
Поново се ставља у службу ЈВуО, али само за извјесно вријеме. Током фебруара и марта 1942. Ђуровић и генерал Михаиловић су размијенили неколико писама. Машан Ђуровић је 1. јуна 1942. године ухватио британског капетана Kристиja Лoрeнсa и четничког поручника Димитрија Цветковића, да би их потом, заједно са још неколико четника, спровео за Београд и предао Њемцима.
У Београду је 18. марта 1942. године одржан састанак коме су присуствовали војвода Коста Пећанац и мајор Трифун Микић, начелник његовог штаба, те још двојица четничких војвода, са српске, као и начелник Оперативног штаба опуномоћеног команданта у Србији пуковник Ерих Кевиш и зондерфирер Матерн, с њемачке стране. Након састанка је начињена службена забиљешка. Током разговора, Коста Пећанац се о војводи Ђуровићу изразио веома похвално, истакавши да се ради о особи која ужива његово највеће лично повјерење:
К. П. [Коста Пећанац — прим.] је војводу Ђуровића приказао као свог најбољег човека. Он је, истина, нешколован, али је у изванредној мери овладао тактиком герилског ратовања. Он је то најбоље доказао приликом својих борби против комуниста и људи Драже Михаиловића. Господин К. П. себе лично такође приказује као команданта који је изврсно овладао тактиком герилске борбе, али који би ипак затајио кад би му се желело поверити регуларни пук. На постављено питање господин К. П. је изнео још следеће: војвода Ђуровић налази се у пуној сагласности с Италијанима, и од њих добија и муницију, свакако, само италијанску. Стога је питање снабдевања муницијом такође веома озбиљно, јер његови људи располажу веома разноврсним моделима пушака. Италијани су војводи ставили на располагање и једну батерију, коју послужују италијански војници у четничким униформама.
Колика је била стварна моћ војводе сухопланинског Машана Ђуровића, можда најбоље говоре ријечи његових савременика. Учитељ из Рашке Тихомир Ђорђевић, иначе близак ЈВуО, записао је у свом дневнику сљедеће (унос је из марта 1943. године): 
Тај Машан држао је у руковођењу цео овај крај, целу ибарску долину, све од септембра 1941. године па све до данас... Тукао је, доносио пресуде сам, био је командант Рашке групе војвода, срески начелник, старешина среског суда, командант места, командант Српске државне страже, хапсио је, пуштао, убијао, стрељао, хватао младиће под фирмом да су партизани, хватао праве партизане, терао у Ниш на стрељање, слао у Косовску Митровицу и шта све није радио.
Заједно са војводама Божидаром Ћосовићем Јаворским, Милојем Мојсиловићем (командантом Јеличког четничког одреда), те Ђуром Смедеревцем, војвода Машан Ђуровић је новембра 1942. године формирао одред „Сложна браћа“ за борбу против партизана и илегалних четника у западној Србији.
Средином марта 1943. године, њемачке окупационе власти распуштају посљедња два легализована четничка одреда — Пећанчев одред којим је командовао Машан Ђуровић и одред Драже Михаиловића под командом потпуковника Момчила Матића. Већина људства из ова два одреда придружила се Михаиловићевим илегалним одредима.
Четници Јаворског корпуса га заробљавају марта 1943. и шаљу у Врховну команду ЈВуО на суђење. После састанка који су имали, министар војске и морнарице при југословенској влади је закључио да Машан Ђуровић сада „слуша“. Генерал Михаиловић му поклања живот и ставља га под своју команду као једног од команданата у Јаворској бригади која треба да помогне осталим четничким јединицама у борби против партизана током операције Вајс. За то време, остатак бораца Ибарског четничког одреда је самоиницијативно кренуо у Црну Гору. Један део Ђуровићевих четника је одмах ступио у Јаворски корпус ЈВуО, којим је командовао капетан Радомир Цветић, оставши тако на истом терену као и до тада (студенички и дежевски срез).
У депеши послатој 30. марта 1943. из Врховне команде ЈВуО (која се у том тренутку налазила у Калиновику), генерал Дража Михаиловић обавјештава своје подређене о пристизању јединице под Ђуровићевом командом:
Машанов одред стигао овамо. Са Машаном видећемо шта ћемо.
Машан Ђуровић је 28. марта 1943. са расположивим људством, a у оквиру јединице која је задржала назив Ибарски четнички одред, стављен на располагање мајору Захарију Остојићу. Затим је преко сјеничког и бјелопољског среза послат у борбе са партизанским снагама (II пролетерска дивизија НОВЈ) у долини Дрине. Њихову жестину најбоље осликавају речи Ђуровићевог новог заповедника да се ова река имала бранити „до последњег човека“, да се свако одступање могло „кажњавати смрћу“, као и да су се имали хватати „бољшевици мештани и стрељати на лицу места“. Доласком мајора Павла Ђуришића на овај простор са снагама ЈВуО из Васојевића, борбе се интензивирају. Посебно крвава је била битка код села Челебићи на граници између фочанског и пљеваљског среза 17/18. априла 1943. године. Четници Машана Ђуровића су учествовали у њој заједно са: Колашинском, Дурмиторском, Бјелопољском и Васојевићком јуришном бригадом ЈВуО. Међутим, четници су претрпели тежак пораз, приликом којег им је из строја било избачено око 250 бораца.
У извјештају мајора Павла Ђуришића од 1. маја 1943. упућеном генералу Драгољубу Михаиловићу, у коме га информише о тренутној ситуацији на ратишту, као и о снабдијевању четника од стране италијанске војске, о Ђуровићевој четничкој скупини је наведено:
Из Колашина Машанове људе упутио сам за Шаховиће да се прикупе. Прекјуче добио сам извештај да су [отишли у] Затон и наредио сам да се врате, данас тек обавештен сам да нису тамо и нико не зна где су.
У депеши послатој 7. маја 1943. мајору Драгутину Кесеровићу (псеудоним »Орел«), команданту Расинског корпуса ЈВуО, генерал Михаиловић изнова наређује присилну мобилизацију људства, као и најстрожу казну за напуштање положаја:
Санџаклије мисле да само беже и да се други бије за њих. Наређујем да се на десној обали Лима похватају сви бегунци и да се поново све мобилише. Употребите најдрастичније мере. Поновне бегунце стрељати на лицу места, чим се ухвате. Саопштите ппук. Павловићу да он врши сву мобилизацију, а Ви га помажите оружаном силом. Нека Павловић стави под команду капет. Радовића цео одред Машанов, те и њега употребите у истом смислу.
Овај договор с њим био је само кратког века, јер је већ маја 1943. напустио положаје и почео пљачкање по селима. Преки суд Јаворског корпуса га у одсуству осуђује на смрт, али извршење казне се одлаже због његовог скривања. Истог месеца га на Златару заробљавају четници Расинског корпуса и осуђују на смрт.
Војвода Машан Ђуровић је стрељан на Златару 21. маја 1943. године.

## О војводи Машану Ђуровићу
Станислав Краков, сестрић генерала Милана Недића и један од људи из непосредног окружења предсједника српске владе током рата, пише у својим ратним мемоарима да је војвода Машан Ђуровић био, као једна од крупнијих фигура у командним структурама квислиншких оружаних формација у окупираној Србији, веома поштован од стране генерала Милана Недића:
И ако Машана Ђуровића нисам никада лично срео, то је био један од оних Пећанчевих војвода о коме ми је у више махова генерал Милан Недић са великим поштовањем говорио. Ђуровић је имао један од највећих Пећанчевих одреда са којим се налазио у долини Ибра и на Рашкој, те је одатле учинио многе акције на спасавању Срба уништаваних од стране Арнаута са Косова, који су стизали каткад и до самих, па и преко преткумановских граница Србије. Варошица Рашка, угрожена стално од упада арнаутских банди, о свом трошку је опремила и издржавала одред Машана Ђуровића, који је био њихова најбоља заштита. Генерал Недић је имао велико поверење у њега, сматрао његов одред као један од ретко дисциплинованих и баш ми је истицао како је Ђуровић достављао одредима Михаиловићевим ту на југозападној граници преткумановске Србије оружје и муницију, коју му је Недић слао. Када су крајем 1942 године Пећанчеви одреди били распуштени наређењем СС-генерала Мајснера, Машан Ђуровић, није хтео да свој одред распусти, нити да ступи у Државну Стражу, јер би се тада морао да растане од највећег броја својих људи већ се упутио са својим одредом у Црну Гору и у марту 1943 стигао је у штаб Драже Михаиловића, који је тада био у селу Липову недалеко од Колашина. И ако је био стављен под слово «3», он се није плашио, знајући да је вршио само рад на спасавању Срба и да је у свакој прилици помагао одреде Михаиловићеве, да лично дође код генерала Михаиловића. Овај га је лепо примио и као искусног борца против партизана, упутио га је да са својим одредом дејствује у области Фоче против комуниста. То је био један од ретких одреда Михаиловићевих из Србије, који је хтео да пристане да се бори у Санџаку место на свом огњишту. [...] И ако се био одвојио од њега, генерал Недић је потпуно схватио и одобрио прилажење Ђуровића јединицама генерала Михаиловића и чак био задовољан да Машан није дозволио да се његов одред распусти. Када је стигла у Београд вест о погибији Ђуровићевој, који је пао посредно или непосредно као жртва слова «3«, Недић је, када сам га видео тог дана, баш када је то сазнао, скоро јаукнуо: — Убили су једног од најбољих Срба, који је толике српске животе спасао.
Историчар Милутин Живковић сумира ратни пут војводе Машана Ђуровића на сљедећи начин:
Огромну моћ коју је акумулирао у својим рукама, Ђуровић је користио на више начина. Са једне стране, штитио је српски живаљ од терора албанске управе у косовскомитровачком, дежевском и сјеничком срезу, са друге је, једно време, помагао припаднике ЈВуО, док се са треће, упустио у разне малверзације које су носиле печат велике личне самовоље. Уз отворену колаборацију са окупатором, ови поступци представљају највећу мрљу у његовој биографији као четничког команданта (мешање у рад цивилних власти у студеничком срезу, самоиницијативна хапшења грађана, проневере новца намењеног одреду, самоунапређивање, пљачке, убиства, раскалашно понашање по кафанама, алкохолизам, итд.). Овакво држање војводе Машана ускоро га је довело у сукоб са ЈВуО. До потпуног раскида је дошло половином 1942. године када је похапсио неколико Михаиловићевих и савезничких официра, и све их предао немачким властима. Овај расцеп између Ђуровића и генерала Михаиловића, како се показало, никада није превазиђен. Епизода после разоружавања Ибарског четничког одреда била је проузрокована опортунизмом двојице четничких команданата. То најбоље показује сама ликвидација војводе Ђуровића. До ње је дошло одмах пошто се његов одред показао као неефикасан у борби са НОВЈ, док је као повод искоришћено напуштање положаја, иначе честа појава у јединицама ЈВуО. И поред тога, ратни пут војводе Машана Ђуровића у много чему остаје посебан, а мишљења смо да судбину попут његове може изнедрити само хаос који са собом доносе катаклизме попут Другог светског рата.